# الضربة العالمية الفورية

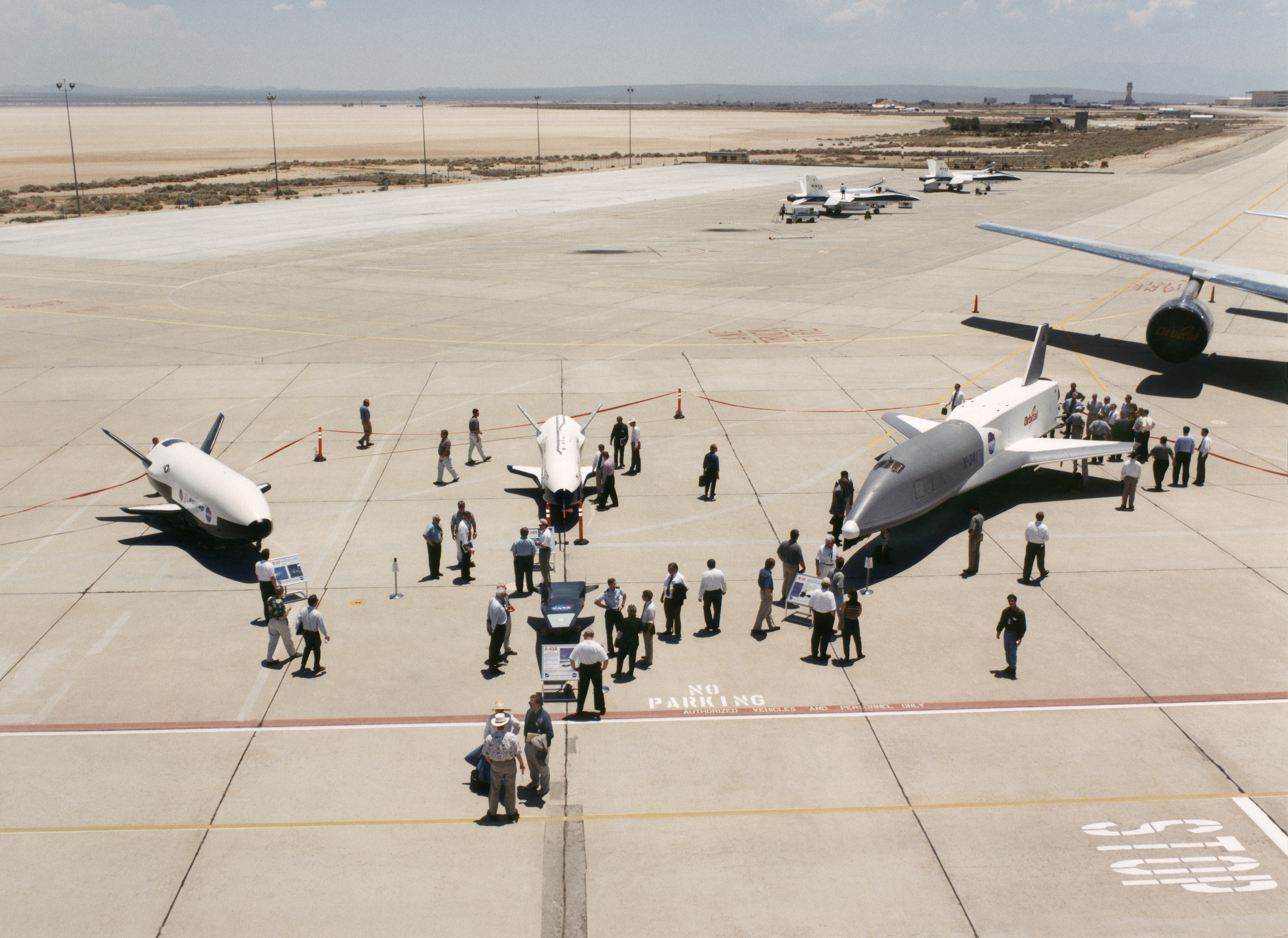
ممثلو صناعة الطيران يعرضون نسخا فعلية ونموذجية من "X- Planes" تهدف إلى تعزيز الوصول إلى الفضاء خلال معرض فني أقيم في 22 يونيو 2000 في مركز درايدن لأبحاث الطيران، إدواردز، كاليفورنيا. من اليسار إلى اليمين: طائرة الإطلاق B- 52 التابعة لناسا، وهي في الخدمة مع ناسا منذ عام 1959؛ نموذج الطفو المحايد لطائرة Boeing 's X- 37؛ Boeing X- 40A خلف نموذج MicroCraft X- 43؛ Orbital Science' s X- 34 وطائرة Lockheed L- 1011 المعدلة التي كانت تهدف إلى إطلاق X- 34. تعد مركبات X هذه جزءا من خطة الوصول إلى الفضاء التابعة لناسا والتي تهدف إلى جلب تقنيات جديدة في محاولة لخفض تكلفة وضع الحمولات في الفضاء والبيئات القريبة من الفضاء بشكل كبير. تضمن معرض ناسا لتكنولوجيا مركبات الإطلاق القابلة لإعادة الاستخدام (RLV) في 22 يونيو 2000 عرض تقديمية حول تاريخ وحاضر ومستقبل برنامج RLV التابع لناسا. وسلطت الجلسات الخاصة لممثلي الصناعة الضوء على مشروع X- 37 والتقنيات المرتبطة به. يُدَار مشروع) X- 37 من قبل مركز مارشال لرحلات الفضاء التابع لناسا، في هانتسفيل، ألاباما.

الضربة العالمية الفورية هي جهود الجيش الأمريكي لتطوير منظومة تستطيع ضرب أي مكان في العالم في أقل من ساعة واحدة بغض النظر عن موقعه على الكرة الأرضية. تشترك هذه المنظومة مع مبدأ الصواريخ البالستية العابرة للقارات فكلاهما يهدفان إلى ضرب الأهدف البعيدة في أنحاء العالم. ستعمل المنظومة عبر صواريخ تزيد سرعتها عن أضعاف سرعة الصوت وستحمل رؤوس تقليدية تضاهي القوة التدميرية للسلاح النووي. في حالة دخول هذه المنظومة في الخدمة فمن المتوقع أنه لن يكون هناك حاجة لأن تُنْشِئ الولايات المتحدة قواعد صاروخية خارج أراضيها.

## مكونات المنظومة
- تتولى قيادة الجيش الأميركي قسم الفضاء والدفاع الصاروخي/ مكتب قيادة القوات الإستراتيجية في هانتسفيل، ألاباما إدارة وتنفيذ برنامج السلاح الفرط صوتي المتقدم AHW.
- بينما تولت مختبرات سانديا الوطنية في ألبكيركي ولاية نيو مكسيكو تطوير نظام تعزيز الدفع الصاروخي والمركبة الانزلاقية.
- أما نظام الحماية من الحرارة الشديدة، فطُوِّرَ من قبل مركز هندسة أبحاث وتطوير الطيران والصواريخ في الجيش الأميركي في هانتسفيل، ألاباما.